# Hohenstaufen (Berg)
Der Hohenstaufen ist ein 684 m ü. NHN hoher, der Schwäbischen Alb vorgelagerter Zeugenberg bei Göppingen. Sein Kegel erhebt sich weithin sichtbar und ist ein markantes Element der Landschaftssilhouette um Göppingen. Neben dem Stuifen und dem Rechberg ist der Hohenstaufen der westlichste der nahe beieinander stehenden Drei Kaiserberge zwischen dem Remstal im Norden und dem Lauter- und dem Filstal im Süden.

## Name
Der Namensbestandteil staufen entspricht der alten Bezeichnung „Stauf“ für einen spitzen, kegelförmigen Berg (abgeleitet von dem westgermanischen Adjektiv *staupa- mit der Bedeutung „steil“).

## Infrastruktur
Auf dem Berg liegt die Ruine der Stammburg des Adelsgeschlechts der Staufer, die ehemalige Burg Hohenstaufen. Eine Tafel auf dem Gipfel erläutert das Panorama.
Seit dem 1. Juni 2002 steht auf dem Berg zur Erinnerung an die Stauferzeit eine Stauferstele.
Des Weiteren befindet sich dort ein Ausflugsrestaurant. Den Gipfel kann man nur zu Fuß erreichen, am kürzesten vom gleichnamigen Göppinger Ortsteil Hohenstaufen (nahe Göppingen) aus.
Am Südwesthang des Hohenstaufen befindet sich das Naturschutzgebiet „Spielburg“, bestehend aus der Gesteinsform „Weißer Jura“.

## Galerie

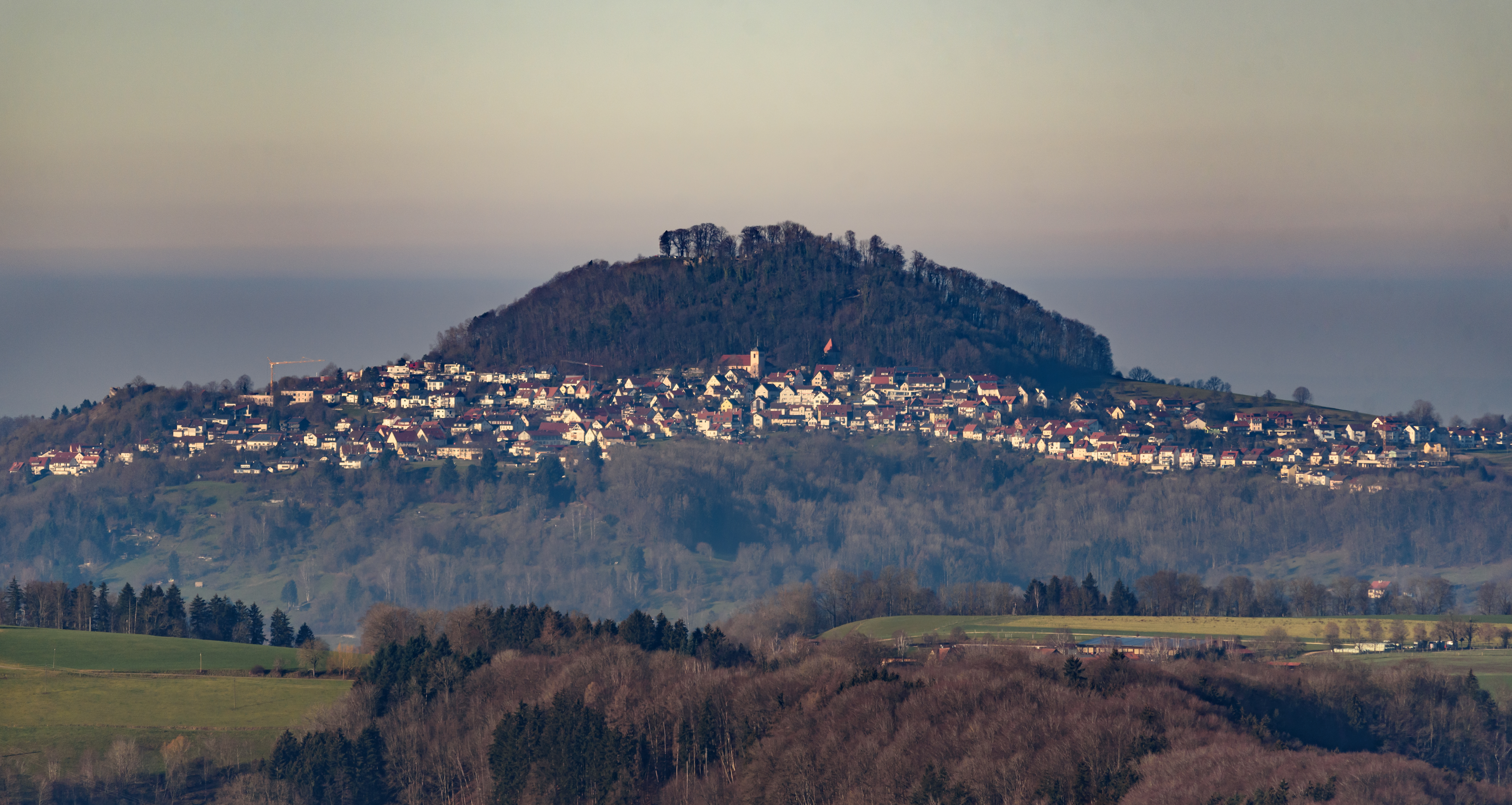
Berg und Ort Hohenstaufen vom Messelstein gesehen
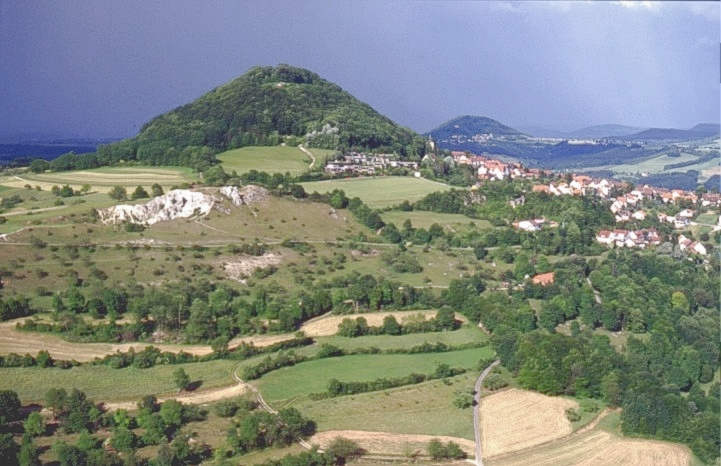
Ansicht von Südwesten, rechts im Hintergrund der Rechberg
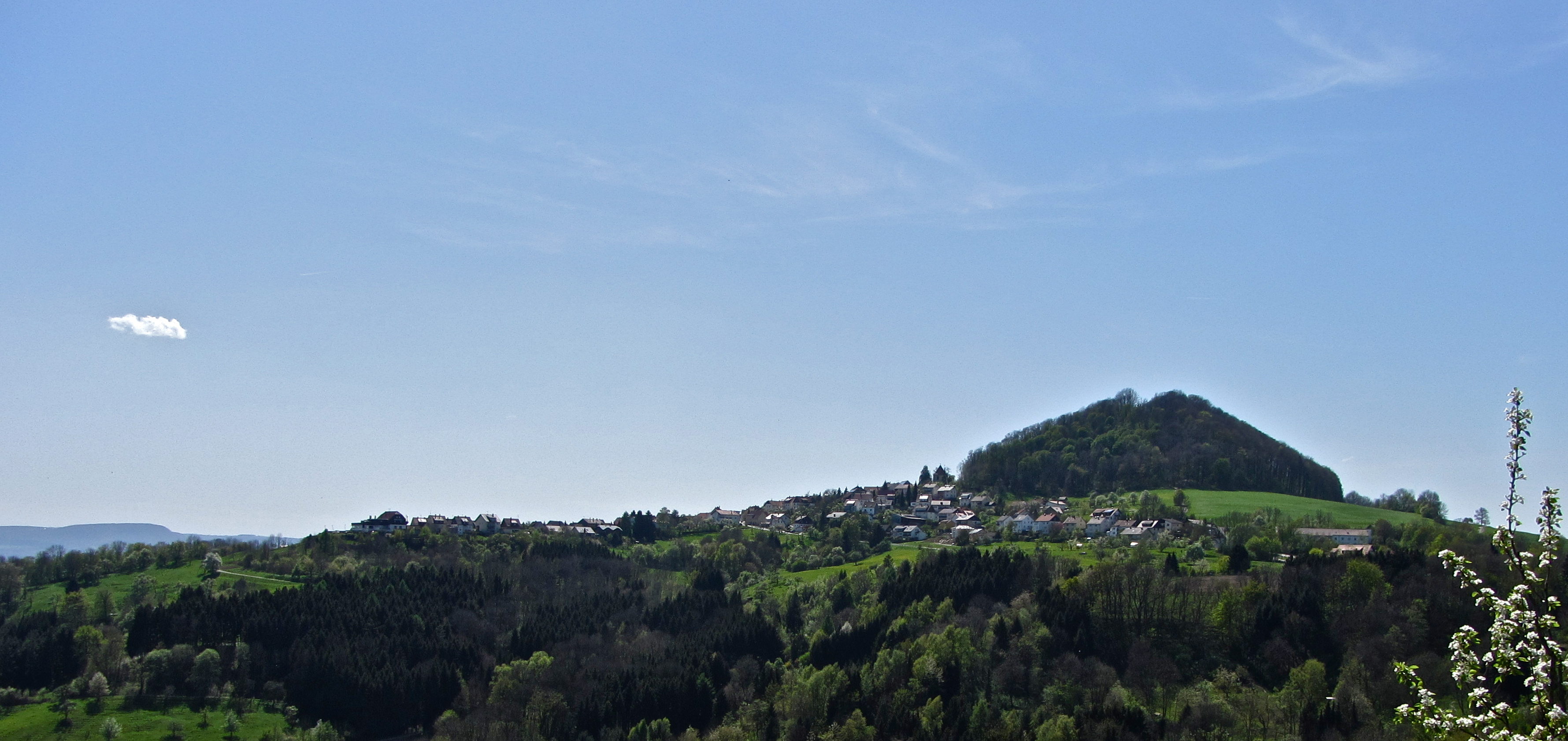
Blick auf Stadt und Berg Hohenstaufen
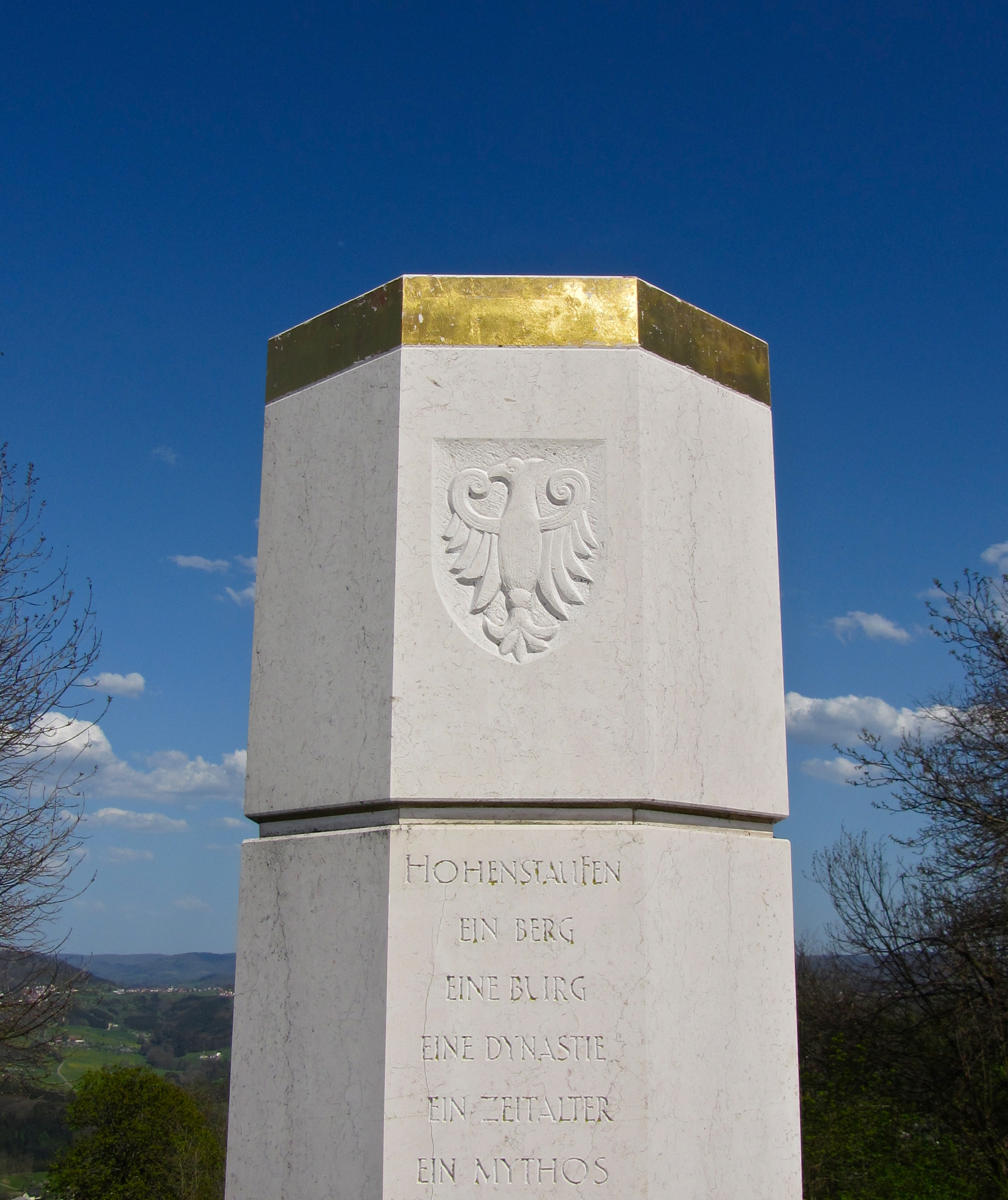
Stauferstele auf dem Hohenstaufen